# Gentlemen's Agreement
Gentlemen's Agreement é um filme britânico de 1935 dirigido por George Pearson.
É o segundo trabalho de Vivien Leigh — que naquele mesmo ano fez Things Are Looking Up — e o primeiro de grande destaque.